# Megamphopus dubia
Megamphopus dubia är en kräftdjursart som beskrevs av Robert Alan Shoemaker 1942. Megamphopus dubia ingår i släktet Megamphopus och familjen Isaeidae. Inga underarter finns listade i Catalogue of Life.